# Vleermuisvis
De vleermuisvis (Ogcocephalus nasutus) is een straalvinnige vissensoort uit de familie van vleermuisvissen (Ogcocephalidae). De wetenschappelijke naam van de soort is voor het eerst geldig gepubliceerd in 1829 door Cuvier.

## Vis met pootjes
De vleermuisvis is geen goede zwemmer. In plaats daarvan kan de vis zijn ondervinnen gebruiken om te "lopen" over de zeebodem waar hij in het zand foerageert met weekdieren. De vis komt ook voor op de koraalriffen van de Caribische Zee. Als de vleermuisvis het volwassen stadium bereikt, verandert zijn rugvin in een stekel, verondersteld om prooien mee te lokken.